# Bund der Landwirte (Tjeckoslovakien)
Bund der Landwirte (BdL) var ett politiskt parti i Tjeckoslovakien bildat november 1918.
Bund der Landwirte var språkrör för Tjeckoslovakiens tyskspråkiga jordbrukare, dess medlemmar kallade vanligen agrarer. Från 1925 var man det starkaste tyskborgerliga partiet i Tjeckoslovakiens riksdag. Ledande kraft var från 1926 Franz Spina. Tillsammans med Tjeckoslovakiens tyska klerikaler och socialdemokrater anslöt sig Bund der Landwirte till den så kallade tysk-aktivistiska rörelsen, som försökte tillgodose de tyska intressena genom samarbete med de tjeckiska partierna och deltagande i regeringen. Franz Spina var 1926-1938 representerad i den tjeckiska regeringen som minister för offentliga arbeten. Efter den tyska ockupationen av Österrike i mars 1938 inträdde full upplösning i Bund der Landwirte som lämnade regeringen och redan samma månad anslöt sig till Konrad Henlein och Sudetendeutsche Partei.